# ATOW1996
ATOW1996 — найпівнічніша документально підтверджена ділянка суходолу. Це невеликий скелястий острівець (шхера) завдовжки 10 м і заввишки 1 м, розташований за декілька кілометрів на північ від мису Морріс-Джесуп у північній Гренландії. Відкритий експедицією Top of the World (США) 1996 року і названий на її честь (скорочення від англ. American Top of the World).
Про політ над ще північнішим острівцем з координатами 83°41′06″ пн. ш. 30°45′36″ зх. д. / 83.68500° пн. ш. 30.76000° зх. д. повідомила експедиція Return to the Top of the World Expedition (RTOW2001), але для підтвердження його існування потрібно проведення ретельніших досліджень, включаючи відвідування острова.
Інший острів, названий «83-42», був знайдений за координатами 83°42′05.2″ пн. ш. 30°38′49.4″ зх. д. / 83.701444° пн. ш. 30.647056° зх. д.. Це також крихітний острівець, 35 на 15 м і заввишки в 4 м. Поки не встановлено, постійний це острів чи тимчасовий.
Зрештою, однак, батиметричне дослідження 2022 року показало, що всі гравійні утворення на північ від Кафеклуббена, ймовірно, не з'єднані з морським дном, а скоріше є гравієм на морському льоду, підтверджуючи, що Каффеклуббен є найпівнічнішою справжньою землею у світі.